# Stade Pierre de Coubertin (Cannes)
Stade Pierre de Coubertin – stadion piłkarski w Cannes, we Francji. Może pomieścić 12 007 widzów. Swoje spotkania rozgrywają na nim piłkarze klubu AS Cannes. Na stadionie rozegrano spotkania o Superpuchar Francji w latach 2002 i 2004.